# Dinastia Bonaparte
La Dinastia Bonaparte, de caràcter liberal, va governar França durant el primer i Segon Imperi Francès.
La família Bonaparte es caracteritzava per ser una dinastia liberal imperial. No eren monarquies absolutes, però si emperadors liberals. La reialesa francesa envoltada entorn un dels personatges més famosos de la història francesa, Napoleó Bonaparte, Emperador de França, van expandir el territori francès per tot Europa a través d'annexions, aliats...
Un mètode per annexionar-se països eren les aliances matrimonials entre famílies reials europees o la imposició de reis liberals per part de Bonaparte a estats com Espanya.
El cas espanyol és singular. Bonaparte va portar a Baiona a Ferran VII i al seu fill, el seu successor, i els va fer abdicar als dos, possiblement amb la condició de deixar-los les Índies.
Així, va poder donar la corona al seu germà Josep I, conegut com a Pepe Botella, que va acabar amb l'Antic règim amb l'Estatut de Baiona i la Constitució de 1812 promulgada per les Corts liberals de Cadis.
Quan la dinastia borbònica va tornar a governar l'estat espanyol, i el germà de Bonaparte es va exiliar a França, el 1814, Espanya va tornar a la Monarquia absoluta, al règim feudal, als furs, als serfs, als arrendaments, a l'economia de subsistència, etc.
La influència revolucionària liberal francesa havia arrelat en els "afrancesats" i en els liberals de Cadis a través de Napoleó, i anys més tard, es tornaria a promulgar la Constitució de 1812, el 1820, gràcies a un pronunciament militar de Riego.
Napoleó Bonaparte va caure a la batalla de Waterloo, i el Govern dels cent dies es va acabar, així, com l'hegemonia francesa al continent. Llavors començava la Restauració europea: La consolidació de les monarquies absolutes i la fi d'aquestes el 1848 (Revolució liberal de masses i la primera democràtica).
El 1848 s'iniciava el Segon Imperi francès amb l'exili del monarca liberal Lluís Felip I d'Orleans i de Borbó, fill del duc d'Orleans. El 1848 Napoleó III, tornaria a intentar expandir França i consolidar la seva expansió.
La dinastia napoleònica va acabar el seu regnat amb la caiguda del Segon Imperi. El nebot de Napoleó, Napoleó III, havia fracassat.
A Mallorca hi hagué una família anomenada Bonapart, arribada el segle xv i establerta al carrer de la Palma, a la parròquia de Sant Jaume. Entorn d'aquesta família circulà la llegenda, escampada per l'escriptor Joaquim Maria Bover, que eren els avantpassats de Napoleó Bonaparte, història que l'escriptor Juli Verne recull a la seva novel·la Clovis Dardentor (1895) i que el protagonista ja tracta de poc creïble. La casa, que era d'un gran valor històric i arquitectònic, fou destruïda el 1902.

## Genealogia
```
Carlo Buonaparte

│
├──> 
Josep I Bonaparte
 (
1768
-1844) 
│ └──> 
Julia Josefina Bonaparte
 (
1796
-
1796
)
│ └──> 
Zénaïde Laetitia Julie Bonaparte
 (
1801
-
1854
)
│ └──> 
Charlote Napoléone Bonaparte
 (
1802
-
1839
)
├──> 
Napoleó Bonaparte

│ └──>
Napoleó II de França

├──> 
Lucien Bonaparte

│ └──>2 filles amb la seva primera dona, 
Katherina Boyer

│ └──>10 fills amb la seva segona dona, 
Alexandrine von Bleschamps
, entre ells:
│ └──>
Pierre Napoléon Bonaparte

│ └──>
Louis Lucien Bonaparte

│ └──>
Charles Lucien Bonaparte

├──> 
Elisa Bonaparte
 (
1777
-
1820
)
│ └──>5 fills
├──> 
Lluís Bonaparte
, Rei d'
Holanda
.
│ └──> 
Napoleó Carles Bonaparte
 (
1802
-
1807
)
│ └──> 
Napoleó Lluís Bonaparte
 (
1804
-
1831
)
│ └──> 
Napoleó III
 (
1832
-
1870
)
│ │ └──> 
Napoleó IV
 (
1870
-
1879
)
│ └──> 
Eugène Bonaparte
 (
1856
-
1879
)
├──> 
Paulina Bonaparte
 (
1780
-
1825
)
├──> 
Carolina Bonaparte
 (
1782
-
1839
)
└──> 
Jérôme Bonaparte
 (
1784
-
1860
)
├──> 1 fill amb 
Elizabeth Patterson Bonaparte
.
│ └──> 
Jérôme Napoleon Bonaparte

│ ├──> 
Charles Joseph Bonaparte-Patterson
 (
1851
-
1921
)
│ └──> 
Jérôme Napoleon Bonaparte II
 (
1830
-
1893
)
│ ├──> 
Louise-Eugénie Bonaparte
 (
1873
-
1923
)
│ └──> 
Jérôme Napoleon Charles Bonaparte
 (
1878
-
1945
)
└──> 3 fills amb la seva segona dona, 
Catherine de Wurtemberg
, incloent a:
└──>
Napoleon Joseph Charles Paul Bonaparte

└──> 
Napoleon Víctor Bonaparte
 (
1862
-
1926
)
└──> 
Charles Napoleon Bonaparte
 (*
1950
)
```

 └──> Jean-Christophe Bonaparte (*1986)